# Engelbert Dollfuß
Engelbert Dollfuß (* 4. Oktober 1892 in Texing, Niederösterreich; † 25. Juli 1934 in Wien) war ein österreichischer Politiker (CS, später VF). Er war von 1931 bis 1933 Landwirtschaftsminister und von 1932 bis 1934 Bundeskanzler, ab 5. März 1933 diktatorisch regierend. Dollfuß war der Begründer des austrofaschistischen Ständestaats.
1932 auf demokratischem Weg ins Kanzleramt gelangt, nutzte Dollfuß eine Geschäftsordnungskrise bei der Nationalratssitzung vom 4. März 1933 zu einem Staatsstreich. Nach der Ausschaltung von Parlament und Verfassungsgerichtshof regierte Dollfuß diktatorisch per Notverordnung. Dem italienischen Faschismus und der katholischen Kirche nahestehend, lehnte er den Nationalsozialismus deutscher Prägung, die durch die Verfassung garantierte pluralistische Demokratie, den demokratischen Rechtsstaat und die Sozialdemokratie ab.
Beim letztlich erfolglosen Juliputsch österreichischer Nationalsozialisten wurde er 1934 im Bundeskanzleramt ermordet.

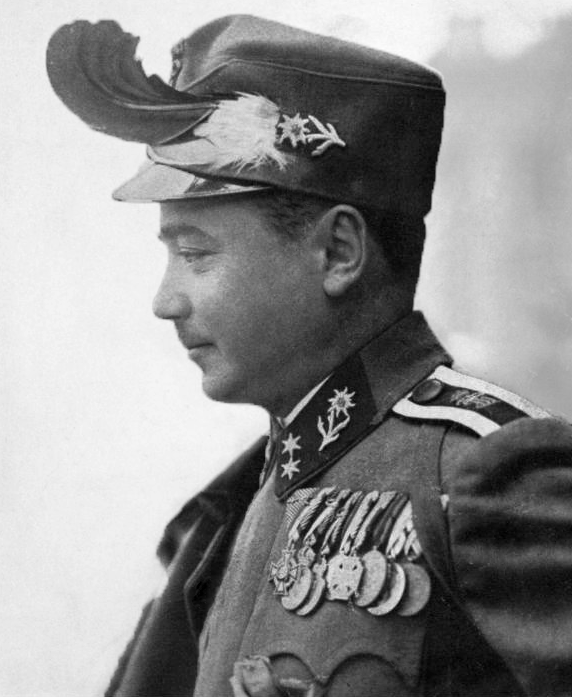
Engelbert Dollfuß in seiner Uniform als Oberleutnant der Kaiserschützen (1933)

## Leben

### Herkunft
Engelbert Dollfuß war das uneheliche Kind der Bauerntochter Josepha Dollfuß (* 18. November 1868 am Großmaierhof in Texing; † 1942)  und des Müllergehilfen Josef Wenninger. Sein Geburtshaus ist erhalten (siehe Abschnitt Erinnerungsstätten). Er wuchs in Kirnberg bei seinem Ziehvater Leopold Schmutz (1867–1937) auf, den seine Mutter bereits im Juli 1893 ehelichte.

### Ausbildung und Kriegsdienst

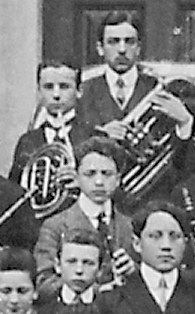
Dollfuß (Mitte) als Klarinettist im Knabenseminar in Oberhollabrunn (1912)

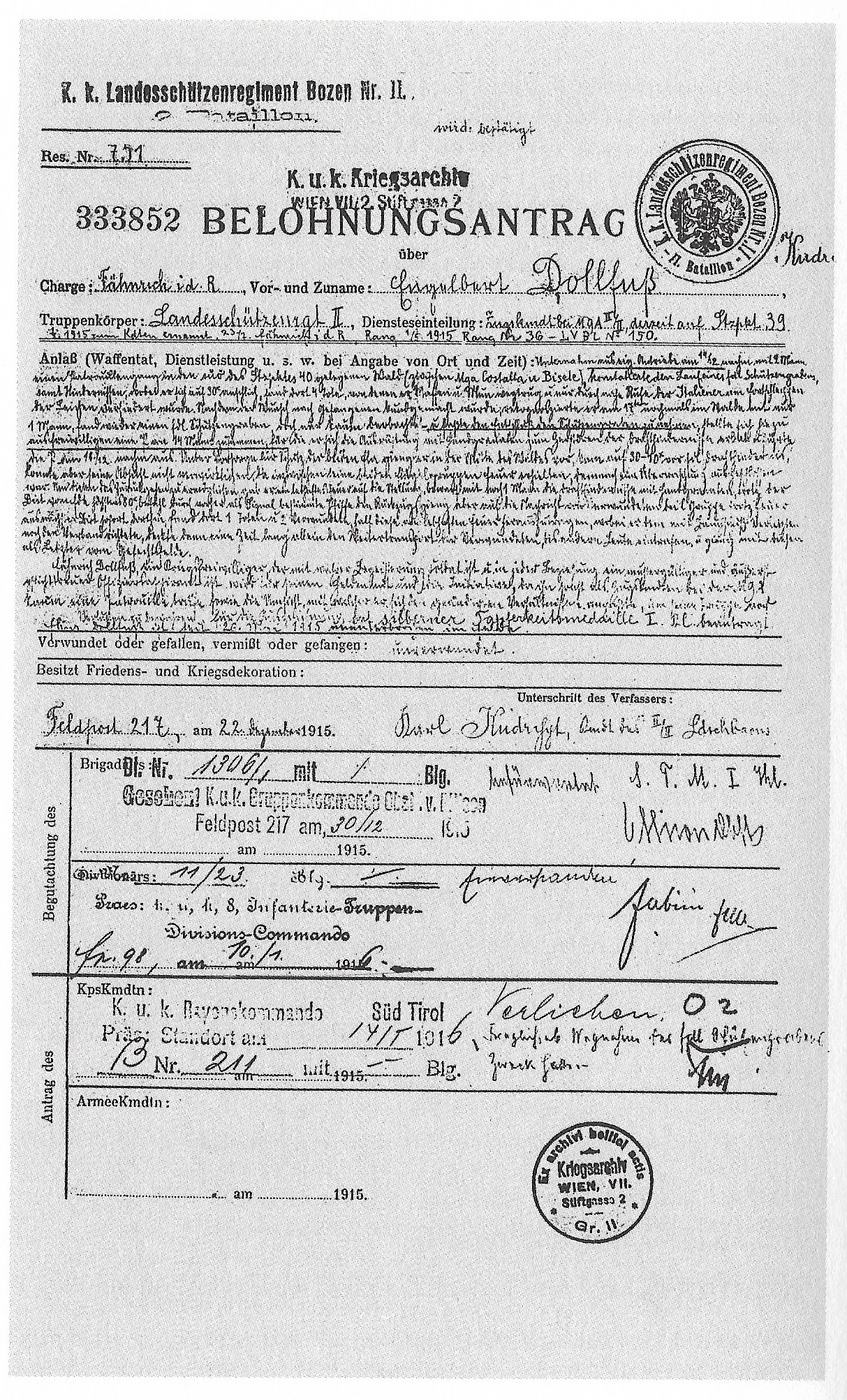
Antrag auf Verleihung der Silbernen Tapferkeitsmedaille I. Klasse an Engelbert Dollfuß, eingereicht am 22. Dezember 1915 beim k.k. Landesschützen-Regiment „Bozen“ Nr. II

Ursprünglich wollte Dollfuß als Ministrant Priester werden. Auf Fürsprache des Pfarrers Simon Veith bei Bischof Johann Baptist Schneider wurde ihm ein Stipendium für das fürsterzbischöfliche Knabenseminar der Erzdiözese Wien in Oberhollabrunn gewährt, in das er 1904 eintrat. Nach Wiederholung der ersten Klasse legte er dort 1913 die Matura mit gutem Erfolg ab.
Er trat in das Wiener Priesterseminar ein und studierte einige Monate lang Theologie, wechselte dann aber zum Studium der Rechtswissenschaften in Wien, wodurch sich seine finanzielle Situation verschlechterte – die kirchliche Unterstützung fiel weg.
Nach Ausbruch des Ersten Weltkriegs meldete er sich 1914 als Freiwilliger zum Militärdienst. Wegen seiner Körpergröße – er war nur 1,51 m groß – wurde er von der Kommission in Wien abgelehnt, in St. Pölten aber für militärtauglich erklärt. Er meldete sich freiwillig zu den Tiroler Schützen und wurde Ende 1914 mit Auszeichnung aus der Brixener Offiziersschule ausgemustert. Im September 1914 wurde er dem in Bozen stationierten Landesschützenregiment Nr. II als Fähnrich zugeteilt. Im Range eines Oberleutnants der Reserve kämpfte er als Kommandant einer Maschinengewehrabteilung an der italienischen Front. Dabei zeichnete er sich im Oktober 1916 durch die erfolgreiche Verteidigung des Schrimmlerjoches aus. Dollfuß erhielt während des Krieges vier nachweisliche Dekorationen: 1916 die Silberne Tapferkeitsmedaille I. Klasse, 1917 das Karl-Truppenkreuz und die bronzene Militär-Verdienstmedaille sowie 1918 das Militär-Verdienstkreuz 3. Klasse. Noch während des Krieges wurden an der Fleimstal- bzw. Lagoraifront Positionen als „Dollfuß-Kaverne“ und „Dollfuß-Scharte“ bezeichnet. Nach Kriegsende setzte er 1918 in Wien sein Studium fort.
Nach dem Krieg war Dollfuß für kurze Zeit bei der Invaliden-Entschädigungs-Kommission tätig. 1919 wurde er Sekretär beim Bauernbund.
Er war seit 1913 Mitglied der katholischen Studentenverbindung K.Ö.H.V. Franco-Bavaria Wien, die damals noch im Cartellverband (CV) organisiert war. Während seines Studiums in Berlin wurde er noch Mitglied der KDStV Germania Berlin im CV. 1919 war Dollfuß Mitbegründer der Deutschen Studentenschaft. Die Mitgliedschaft im Cartellverband prägte Dollfuß’ politische Orientierung. Als Führer der Vaterländischen Front besetzte Dollfuß wichtige Ämter bevorzugt mit Mitgliedern des Cartellverbandes. 1920 stellte Dollfuß als Vertreter der Franco-Bavaria auf der Generalversammlung des CV den – in der folgenden Abstimmung mehrheitlich abgelehnten – Antrag, dass Mitglieder der Verbindungen „deutsch-arischer Abstammung, nachweisbar bis auf die Großeltern“ sein müssten, also bis zur Generation der Großeltern keine direkten jüdischen Verwandten haben dürften.
Um 1919/20 war Engelbert Dollfuß in Wien weiters Mitglied der katholisch-deutschnationalen Deutschen Gemeinschaft, der auch Arthur Seyß-Inquart, Karl Wache, Robert Hohlbaum, Emmerich Czermak und Hermann Neubacher angehörten. Diese Gruppe löste sich 1930 auf; aber 1934 nahm Dollfuß die Verbindung zu Seyß-Inquart erneut auf, um Zugang zum nationalen Lager zu finden. Es kam zu zwei Treffen mit Seyß-Inquart im Juli 1934 in Mattsee und Wien, unmittelbar vor dem Juliputsch, bei dem es zum Mord an Dollfuß kam.
Nachdem Adolf Hitler 1933 in Deutschland an die Macht gekommen war (sog. Machtergreifung), wurden die deutschen und auch die österreichischen CV-Verbindungen gleichgeschaltet. Die nun nationalsozialistisch dominierte Spitze des CV versuchte, Dollfuß, der mittlerweile Bundeskanzler Österreichs geworden war, aus dem CV auszuschließen, was dazu führte, dass sich die österreichischen CV-Verbindungen vom CV trennten und den ÖCV gründeten. Um zu zeigen, dass sie hinter Dollfuß standen, ernannten fast alle ÖCV-Verbindungen ihn zum Ehrenmitglied.

### Beginn der politischen Tätigkeit
Als Bauernbundsekretär wurde er für einige Monate zum Studium an die Universität Berlin geschickt. Dort lernte er Alwine Glienke (1897–1973) kennen, die er zu Silvester 1921 in Kirnberg heiratete. Dieser Ehe entstammten zwei Töchter und ein Sohn (siehe unten unter „Familie“). 1922 schloss er sein Studium an der Universität Wien mit der Promotion zum Doktor der Rechte ab.
Er begann, die österreichische Landwirtschaft zu reformieren, wirkte bei der Errichtung der Niederösterreichischen Landwirtschaftskammer mit, wurde im Juni 1922 deren Sekretär und 1927 als Nachfolger von Anton von Pantz deren Direktor. Er betrieb die Errichtung der landwirtschaftlichen Genossenschaften, die auch nach 1934 im Ständestaat gefördert wurden. Gegen innerparteilichen Widerstand bei den Christlichsozialen erreichte er die Einführung der Sozialversicherung für Bauern und die obligatorische Arbeitslosenunterstützung für landwirtschaftliche Lohnarbeiter. Als anerkannter Agrarexperte nahm er ab 1927 an internationalen Kongressen teil und hielt Gastvorlesungen. Am 1. Oktober 1930 wurde er von der Bundesregierung unter seinem Parteifreund Carl Vaugoin zusätzlich zum Präsidenten der Bundesbahnen Österreichs gewählt. (Der spätere Heeresminister Vaugoin wurde 1933 von Dollfuß in dieses Amt abgeschoben.)

### Minister und Bundeskanzler

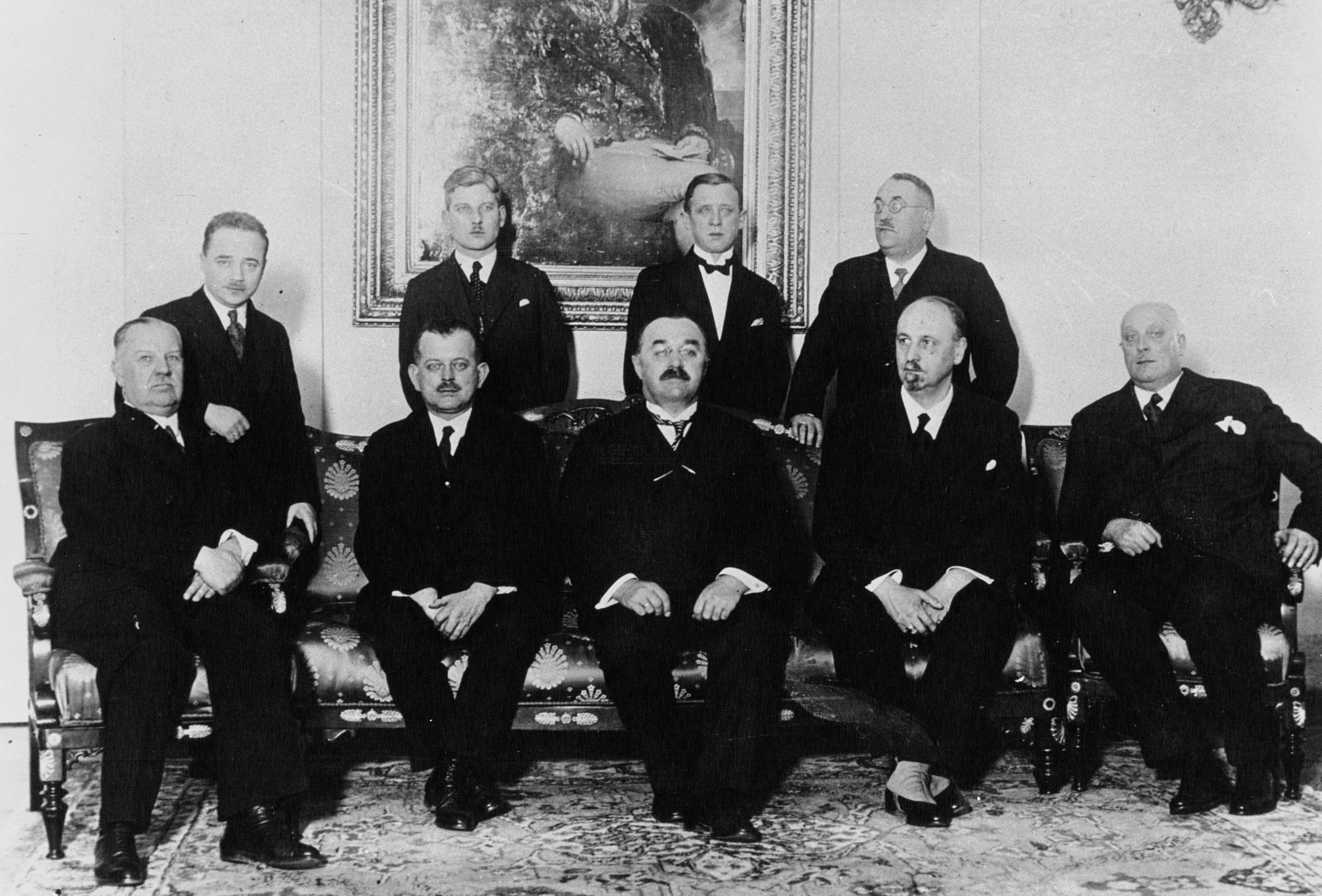
Regierung Buresch (1932). Von links, sitzend: Vaugoin, Winkler, Buresch, Weidenhoffer, Bundespräsident Miklas; stehend: Dollfuß, Schuschnigg, Czermak, Resch

Seit 1929 konnten sich die Regierungen in Österreich jeweils nur wenige Monate halten.
Bei der Nationalratswahl am 9. November 1930 verlor die Christlichsoziale Partei ihre relative Mehrheit im Parlament, was Regierungsbildungen noch schwieriger machte: Die Sozialdemokraten verfügten nun über die relative Mehrheit von 72 Mandaten vor der Christlichsozialen Partei mit 66 Mandaten von insgesamt 165. Am 18. März 1931 wurde Dollfuß – der nie als Abgeordneter in den Nationalrat gewählt worden war – als Landwirtschaftsminister in die christlichsoziale Regierung Ender aufgenommen, ab 20. Juni 1931 gehörte er in gleicher Funktion der Regierung Buresch, einer Koalition mit dem Landbund, an. Um die Agrarproduktion zu erhöhen, wurden Schutzzölle und Subventionen für Lebensmittelexporte beschlossen.
Bei den Landtagswahlen am 24. April 1932 in Wien, Niederösterreich und Salzburg gewannen die Nationalsozialisten deutlich an Stimmen; Großdeutsche, Landbund und Heimatblock erreichten keine Mandate mehr. Am 28. April 1932 stellten die Sozialdemokraten den Antrag auf Auflösung des Nationalrats, was Neuwahlen bedeutet hätte. Dem kam die Regierung Buresch durch Rücktritt zuvor.
Am 10. Mai 1932 wurde Dollfuß von Bundespräsident Wilhelm Miklas als Bundeskanzler designiert und mit der Bildung einer neuen Regierung beauftragt. Er bot den Sozialdemokraten Zusammenarbeit an, diese forderten aber Neuwahlen. Auch die Großdeutschen lehnten eine Koalition ab. Um Neuwahlen zu verhindern, bildete Dollfuß am 20. Mai 1932 mit dem Landbund und dem Heimatblock eine Koalition, die über 83 von 165 Stimmen im Nationalrat verfügte. Dollfuß übernahm neben dem Kanzleramt das Außenministerium und das Landwirtschaftsministerium. Der Heimatblock erhielt als politischer Arm der Heimwehr drei Ministerposten, obwohl er im Nationalrat nur über acht Abgeordnete verfügte. Dollfuß war auch als Bundeskanzler nicht Mitglied der Bundesleitung der Christlichsozialen Partei.
Die Alpenrepublik bildete, wie Norbert Schausberger schreibt, damals „förmlich einen Eckpfeiler im italienischen Konzept einer Hegemonie in Südost- und Mitteleuropa. Man glaubte, in … Dollfuß den Mann für solche Aufträge gefunden zu haben.“ Dollfuß sei an der Aufnahme eines Arierparagraphen im Cartellverband beteiligt gewesen und habe auf die volle Unterstützung der katholischen Kirche rechnen können. „Daß er niemals dem Nationalrat als Abgeordneter angehört hatte, wurde ihm in dem bereits stark antiparlamentarischen Klima der Christlichsozialen Partei als besonderer Vorzug angerechnet.“
Das hohe Budgetdefizit wurde durch die Staatshaftung für die in eine schwere Krise geratene Creditanstalt für Handel und Gewerbe noch vergrößert. Am 15. Juli 1932 konnte Dollfuß in Lausanne eine Völkerbund-Anleihe von 300 Millionen Schilling erhalten, die mit einem 20-jährigen Verbot des Anschlusses an Deutschland verknüpft war. Im Nationalrat wurde die Anleihe am 17. August 1932 mit einer Stimme Mehrheit angenommen, im Bundesrat stimmten Sozialdemokraten und Großdeutsche, die dort die Mehrheit hatten, gegen diesen Vertrag und legten damit ein aufschiebendes Veto ein. Schließlich wurde das Gesetz vom Nationalrat per Beharrungsbeschluss am 23. August 1932 mit 82 gegen 80 Stimmen beschlossen. Im gleichen Monat starben zwei Vorgänger Dollfuß’, Ignaz Seipel und Johann Schober.
Im Gegensatz zu ihrer innenpolitischen Opposition gegen Dollfuß erwirkten die Sozialdemokraten bei den französischen Sozialisten die Zustimmung Frankreichs zu dieser Anleihe, so dass sie 1933 tatsächlich zustande kam. Da beträchtliche Teile des Geldes zur Abdeckung von Altschulden verwendet werden mussten, blieben für die eigentlichen Sanierungszwecke nur 70 Millionen Schilling übrig.
Im Oktober 1932 umging Dollfuß das Parlament mit dem Kriegswirtschaftlichen Ermächtigungsgesetz aus dem Jahr 1917, um die Creditanstalt zu sanieren.
Als der Heimatblock mit dem Austritt aus der Koalition drohte und einen zusätzlichen Regierungsposten forderte, machte Dollfuß den Großdeutschen ein neuerliches Koalitionsangebot. Da es wieder abgelehnt wurde, bestellte er Emil Fey, den Landesführer der Wiener Heimwehr, am 17. Oktober 1932 zum Staatssekretär für Sicherheitswesen. Fey verbot alle Versammlungen und Aufmärsche der Sozialdemokraten, Kommunisten und Nationalsozialisten. Bei der Parlamentsdebatte zu diesem Thema beschimpften Dollfuß und Otto Bauer einander als „Bolschewik“ bzw. „Verräter“.

### Ausschaltung des Parlaments
Der am 1. März 1933 begonnene Eisenbahnerstreik war Anlass für eine dringliche Sitzung des Nationalrates am 4. März. Unregelmäßigkeiten bei der Abstimmung und eine Geschäftsordnungsdebatte führten zum Rücktritt der drei Parlamentspräsidenten und damit zur Beschlussunfähigkeit des Nationalrats, die bei der nächsten Sitzung durch Wahl von neuen Parlamentspräsidenten einfach hätte behoben werden können. Dollfuß prägte jedoch den Begriff „Selbstausschaltung des Parlaments“ und meinte bei einer Bauernkundgebung in Villach, das Parlament habe sich selbst unmöglich gemacht. Der Bundesrat, die Länderkammer des Parlaments, war von dieser Entwicklung nicht betroffen und bis Februar 1934 aktiv.

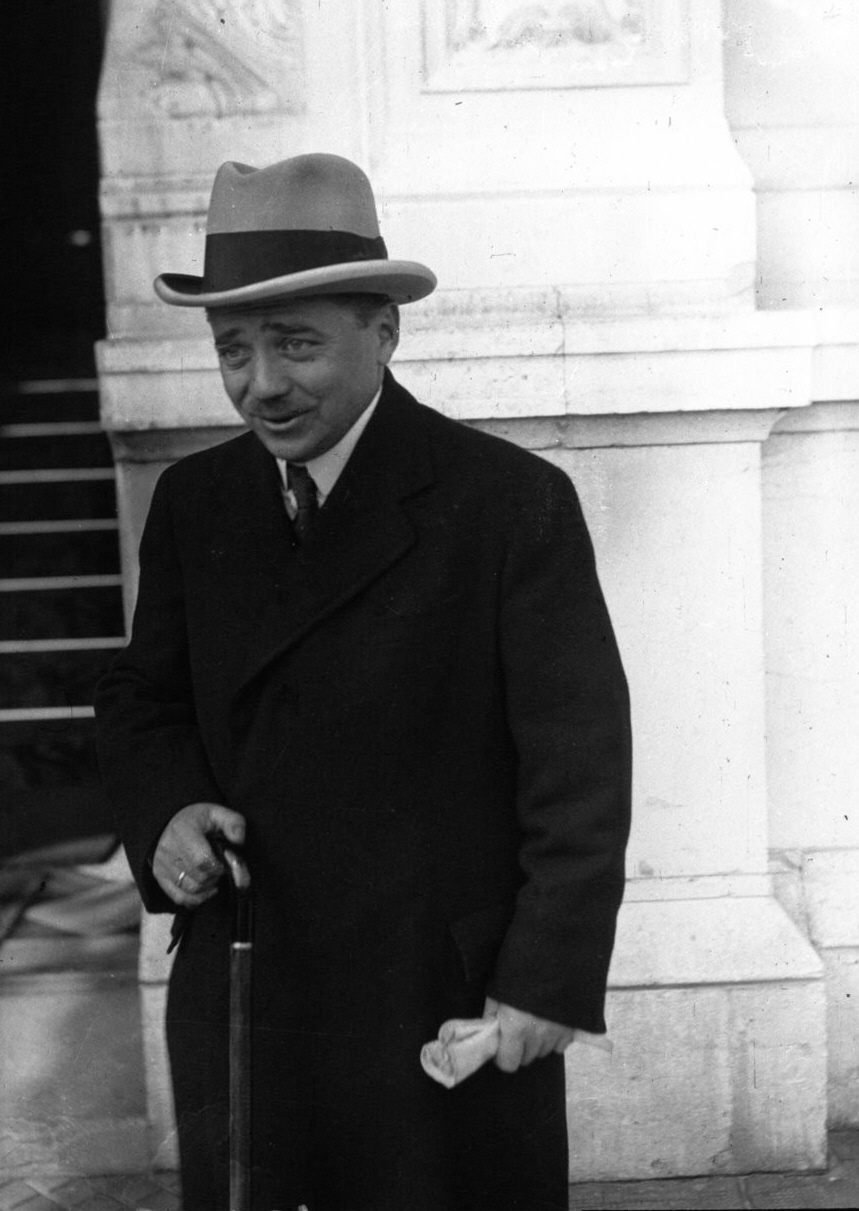
Engelbert Dollfuß in Genf (1933)

Dollfuß bot dem christlichsozialen Bundespräsidenten Wilhelm Miklas seinen Rücktritt an, wurde aber mit der Fortführung der Regierungsgeschäfte beauftragt. In einem Aufruf an das österreichische Volk am 7. März 1933 verkündete er: „Es gibt keine Staatskrise!“, führte die Pressezensur ein und verbot Aufmärsche und Versammlungen. Wieder stützte er sich dabei auf das Kriegswirtschaftliche Ermächtigungsgesetz.
Der Versuch der Opposition und des dritten Nationalratspräsidenten Sepp Straffner, die Nationalratssitzung am 15. März fortzusetzen und ordnungsgemäß zu schließen, wurde von der Polizei mit Waffengewalt verhindert. Ebenso schaltete die Regierung Dollfuß am 23. Mai 1933 durch Verhinderung des vollständigen Zusammentritts den Verfassungsgerichtshof aus. Somit beendete Dollfuß durch Ausschaltung der Legislative und der Judikative die zuvor verfassungsrechtlich geltende demokratische Gewaltentrennung.
Zunächst gaben die Christlichsozialen an, nur für einige Zeit autoritär regieren und in Verhandlungen mit der Opposition eine Änderung der Geschäftsordnung des Nationalrates und eine Reform der Verfassung erreichen zu wollen. Ernsthafte Gespräche darüber fanden jedoch nie statt. Die Dollfuß-Regierung löste am 31. März 1933 den Republikanischen Schutzbund und am 26. Mai 1933 die Kommunistische Partei Österreichs durch Verordnungen auf. (Weitere Maßnahmen siehe: Austrofaschismus und Ständestaat)
Nachdem Adolf Hitler am 30. Jänner 1933 deutscher Reichskanzler geworden war, verstärkte die Nationalsozialistische Partei (NSDAP) in Österreich ihre Aktivitäten und verlangte die Beteiligung an der Regierung. Im Mai 1933 gab es darüber auf Anraten Mussolinis Verhandlungen, die aber scheiterten, weil Dollfuß die geforderten Neuwahlen weiterhin nicht abhalten lassen wollte und die österreichische NSDAP Brachialopposition ausübte. Die NSDAP antwortete mit Terroranschlägen, am 19. Juni wurde daher diese Partei verboten. Deren Führung zog sich nach Bayern zurück; Anhänger der Nationalsozialisten beschmierten öffentliche Gebäude mit Naziparolen, verspotteten Dollfuß als Millimetternich und führten weitere Anschläge durch.
Dollfuß suchte am 13. April 1933 und im Juni in Rom sowie am 19./20. August in Riccione bei Benito Mussolini Unterstützung gegen Deutschland. Bei diesen Gesprächen verlangte Mussolini immer deutlicher die Beseitigung des Parteienstaates. Dollfuß zögerte zuerst, verkündete aber am 11. September 1933 im Rahmen des Deutschen Katholikentages auf dem Trabrennplatz in Wien als Ziel die Errichtung eines „sozialen, christlichen, deutschen Staates Österreich auf ständischer Grundlage und starker autoritärer Führung“. Für die Allgemeinheit war nicht erkennbar, dass es sich dabei um keine Veranstaltung des Katholikentages handelte. Da sich Dollfuß beim geplanten Ständestaat auf Papst Pius XI. und dessen Sozialenzyklika Quadragesimo anno berief, wurde er von der katholischen Kirche unterstützt.
Bei einer Regierungsumbildung am 20. September 1933 mussten Carl Vaugoin und Franz Winkler, die mit Dollfuß nicht übereinstimmten (ohne deswegen Demokraten zu sein), die Regierung verlassen, und der Heimwehrführer Emil Fey wurde Vizekanzler. Ernst Rüdiger Starhemberg löste den Heimatblock auf und trat mit der Heimwehr in die Vaterländische Front ein.
Diese Einheitspartei war bereits am 20. Mai als politische Organisation „aller Österreicher, die vaterländisch denken, empfinden und handeln“, gegründet worden.
Am 3. Oktober 1933 wurde Dollfuß vom Nationalsozialisten Rudolf Drtil, der kurz zuvor noch Bundesheersoldat gewesen war und ihm im Parlamentsgebäude auflauerte, durch zwei Schüsse leicht verletzt. Der Attentäter „wurde unter Berücksichtigung ‚geistiger Minderwertigkeit‘ zu fünf Jahren Kerker verurteilt“. In der Ministerratssitzung vom 10. November 1933 wurde die Verhängung des Standrechts in Österreich beschlossen, wodurch wieder die Todesstrafe entsprechend dem Strafgesetz von 1852 verhängt werden konnte.
Dollfuß schränkte die Macht der Sozialdemokraten schrittweise ein. Diese drohten zwar mit gewaltsamem Widerstand, fürchteten aber einen Bürgerkrieg und die vollständige Zerschlagung und verzichteten daher auf Streiks.
Es gab bis zum Februar 1934 mehrmals Verhandlungen der Dollfuß-Regierung mit den Sozialdemokraten. Karl Renner bot im Oktober 1933 die Anerkennung der berufsständischen Verfassung an, forderte dafür aber eine Einberufung des Nationalrats. Dollfuß hingegen wollte die Gewerkschaften dazu bewegen, in die Vaterländische Front einzutreten. Diese Verhandlungen scheiterten oft knapp vor einer Einigung.
Dollfuß versuchte, indem sich seine Regierung „nationalistischer gerierte als die Nationalsozialisten und eine nationale Mission als ‚zweiter deutscher Staat‘ propagierte, Hitler den Wind aus den Segeln zu nehmen.“ Schausberger schrieb dazu: „Nicht einmal in Österreich wurde es begriffen, dass sich der Bundeskanzler deutschnationaler Motive bediente, um den Anschluss zu verhindern.“ Dollfuß habe aber den Hauptfeind nicht in der NSDAP, sondern nach wie vor in der Sozialdemokratie gesehen.

### Bürgerkrieg und Verbot der Sozialdemokraten
Die Heimwehren, deren Ziel die Niederschlagung des von ihnen so genannten „Austro-Bolschewismus“ war, und vor allem Emil Fey riefen immer lautstärker nach radikalerem Vorgehen gegen die Sozialdemokraten und nach der Ablösung der Landesregierungen durch Regierungskommissäre. Auch der italienische Unterstaatssekretär Fulvio Suvich drängte im Jänner 1934 auf eine Beseitigung des demokratischen Schutts.
Bundespräsident Miklas warnte Schausberger zufolge, der Ludwig Jedlicka zitierte, Dollfuß am 6. Jänner 1934 brieflich davor, „überspitzte Entscheidungen“ gegen die Sozialdemokraten zu treffen. Diese würden sich dagegen wehren und somit nicht für den Staat gewonnen, sondern dem Nationalsozialismus in die Arme getrieben werden.
Die Regierung Dollfuß ließ gezielt nach Waffenlagern des verbotenen Republikanischen Schutzbundes suchen; Anfang Februar 1934 wurden dessen Führer verhaftet und die Wohnungen sozialdemokratischer Politiker durchsucht. Als am 12. Februar 1934 das Linzer Parteiheim der Sozialdemokraten von der Polizei durchsucht werden sollte, kam es zu bewaffnetem Widerstand und bis zum 15. Februar zu bürgerkriegsähnlichen Auseinandersetzungen zwischen Bundesheer und Heimwehr auf der einen und dem Republikanischen Schutzbund auf der anderen Seite. Heimwehr und Bundesheer konnten die Kämpfe militärisch für sich entscheiden (siehe Österreichischer Bürgerkrieg), umso leichter, als der Aufstand gegen die Diktatur nur sehr punktuell stattfand.
Am Nachmittag des ersten Aufstandstages, am 12. Februar 1934, wurde die Sozialdemokratische Partei verboten. Die Führer des Republikanischen Schutzbundes wurden verhaftet und einige am Aufstand unmittelbar Beteiligte hingerichtet, was Dollfuß unter Sozialdemokraten die bis heute verwendete Bezeichnung „Arbeitermörder“ eintrug. An dem Vorgang war Justizminister und Dollfuß-Nachfolger Schuschnigg unmittelbar beteiligt. Einige Führer der Sozialdemokraten wie Otto Bauer oder Julius Deutsch flohen in die Tschechoslowakei, andere prominente Sozialdemokraten wie Karl Seitz und Theodor Körner wurden inhaftiert.
Am 17. März 1934 unterzeichneten Dollfuß, der ungarische Ministerpräsident Gyula Gömbös und Mussolini in Rom die „Römischen Protokolle“, mit denen sich Österreich noch stärker an Ungarn und das faschistische Italien band.
Am 27. April wurde der Nationalrat ohne die Abgeordneten der verbotenen SDAPÖ nochmals einberufen – eine Geste in Richtung demokratisches Ausland. Das Rumpfparlament genehmigte die bisher erlassenen 461 Notverordnungen und „beschloss“ eine neue Verfassung, die am 1. Mai 1934 (sogenannte „Maiverfassung“) in Kraft trat. Dieser Tag wurde von Dollfuß zum neuen Staatsfeiertag erklärt, der somit auch bewusst den Ersten Mai in seiner bisherigen Form ablöste. Die Ständestaatsverfassung war allerdings von der Regierung Dollfuß zuvor bereits unter Berufung auf das Kriegswirtschaftliche Ermächtigungsgesetz „im Namen Gottes, des Allmächtigen“ beschlossen und publiziert worden. Bundespräsident Miklas als Hüter der Verfassung fiel Dollfuß nicht in den Arm.

### Tod während des Juliputsches
Ein von längerer Hand vorbereiteter nationalsozialistischer Putschversuch fand am 25. Juli 1934 statt. Die Putschisten konnten die Rundfunkzentrale in Wien und das Bundeskanzleramt besetzen, wo sich Dollfuß noch aufhielt, nachdem er seine Minister aus Sicherheitsgründen weggeschickt hatte. Bereits am 24. Juli 1934 hatte das deutsche Propagandaministerium unter der Leitung von Joseph Goebbels eine mit zahlreichen Fotografien ausgestaltete Informationsschrift herausgegeben, in der sich Fotos von angeblichen Unruhen in Wien befanden, bei denen Kanzler Dollfuß ums Leben gekommen sei.
Der Kanzler wurde von Otto Planetta und einem anderen Putschisten, vor denen er zu flüchten versuchte, je einmal angeschossen und verblutete, weil ihm die Putschisten ärztliche Hilfe verweigerten. Seine Leiche wurde von dem Gerichtsmediziner Anton Werkgartner untersucht. Die Putschisten hatten erwartet, dass nach Dollfuß’ Ausschaltung wesentliche Teile des Bundesheeres zu ihnen übergehen würden und sie die weitere Entwicklung bis zum baldigen Anschluss an Deutschland bestimmen könnten. Der „Juliputsch“ blieb erfolglos, weil die übrigen Regierungsmitglieder aus dem Bundeskanzleramt fliehen konnten und das Bundesheer loyal blieb. Der kurz nach der Tat festgenommene Planetta wurde von einem Militärgericht zum Tode verurteilt und hingerichtet. In der NS-Zeit wurde er als Märtyrer bezeichnet. Den zweiten Schuss – aus einer Waffe mit anderem Kaliber – soll laut Rudolf Kiszling der Luftwaffenoffizier Rudolf Prochaska abgegeben haben. Der Historiker Kurt Bauer nimmt an, dass Dollfuß’ Tod ein Unfall war. Der tödliche Schuss habe sich wahrscheinlich unbeabsichtigt gelöst.

### Familie
Engelbert und Alwine Dollfuß hatten drei Kinder:
- Hanna (* 7. Juli 1927; † 1928 an einer Hirnhautentzündung)
- Eva (* 2. September 1928; † 31. Jänner 1993), verheiratete Nicoladoni-Dollfuß. Sie studierte in Kanada und kehrte 1957 endgültig nach Österreich zurück, wo sie Ernst Nicoladoni heiratete. Das Paar hatte mehrere Töchter, darunter die Historikerin Claudia Tancsits, die sich heute um eine positivere Wahrnehmung ihres Großvaters bemüht.[39] Eva Dollfuß blieb politisch der ÖVP (insbesondere der ÖVP Kameradschaft der politisch Verfolgten und Bekenner für Österreich) verbunden, zuletzt arbeitete sie für die Österreichische Außenhandelsstelle. In ihren letzten Lebensjahren verfasste sie eine Biographie ihres Vaters, die posthum unter dem vom Verlag gewählten Titel Mein Vater, Hitlers erstes Opfer veröffentlicht wurde.[40]
- Rudolf (* 2. Dezember 1930).[41] Er blieb nach dem Studium in Kanada, wo er unter dem Namen Rudy Dollfuss als Arzt Karriere machte. Zuletzt war er Lungenfacharzt am Shaughnessy Hospital in Vancouver. Bei dessen abrupter Schließung 1994 ging er in Pension.[42]

## Rezeption

### Publizistische und wissenschaftliche Rezeption
Bereits kurz nach seinem Tod erschien die im Stil einer Hagiographie gehaltene Schrift Kanzler Dollfuß des Journalisten und späteren ÖVP-Politikers Hans Maurer.

#### Karl Kraus
Karl Kraus war einer der gefürchtetsten Kritiker der Zwischenkriegszeit in Österreich und pflegte wichtige Gegner in seiner Zeitschrift Die Fackel publizistisch zu „erledigen“. Den Polizeipräsidenten Johann Schober, der den stark überschießenden Polizeieinsatz vom 15. Juli 1927 verantwortete, forderte er auf Plakaten zum Rücktritt auf. Die Sozialdemokraten erwarteten daher, dass er zu Dollfuß’ Staatsstreich 1933 und zum Februaraufstand 1934 entsprechend kritisch Stellung nehmen werde.
Kraus erwähnte die Ausschaltung des Nationalrats in Nr. 888 der Fackel vom Oktober 1933, dem ersten nach dem Ereignis erschienenen Heft, mit keinem Wort. Das Heft schloss mit dem Gedicht Ich bleibe stumm, das mit der Zeile „Das Wort entschlief, als jene Welt erwachte“ endet und sich auf den Regierungsantritt Hitlers in Deutschland bezog. In Nr. 889 vom Juli 1934 erwähnte Kraus, dass er wegen seines Schweigens zu Hitler kritisiert worden sei. In Nr. 890–905, Ende Juli 1934, erklärte Kraus, er habe sich für Dollfuß als „kleineres Übel“ (S. 176) und gegen den „Leitartikler des Unheils, Herrn Otto Bauer“, entschieden (S. 179). „Gegen all das, was mit der Menschheit unvereinbar ist, scheint der kirchliche Widerstand dauerhafter, mutiger und aussichtsvoller als der des Freidenkertums“ (S. 183). Kraus behauptete, eben Dollfuß und nicht Bauer erfülle die Definition der Politik als „Kunst des Möglichen“ (S. 241).
Viele bisherige Anhänger Kraus’ warfen ihm „Hingabe an Klerikofaschismus“ vor. Kraus befasste sich in den folgenden vier Ausgaben der Fackel fast ausschließlich mit Theaterfragen. Erst im Februar 1936 nahm er in Nr. 917–922 (S. 102 f.) zur im demokratischen Ausland fortgesetzten Kritik an seiner Dollfuß-Apologie Stellung: Dollfuß-Kompromiß? Dollfuß-Dank! Bewunderung des Lebendigen, dessen Tat und Opfer einstweilen das Leben der Verbohrten und Vernagelten gerettet hat wie jener Nichtswürdigen, die ihn noch im Tode zu schmähen wagen! Diese Ausgabe der Fackel war die letzte vor Kraus’ Tod im Juni 1936.

#### Gordon Brook-Shepherd
Eine durch die Bewunderung Dollfuß’ geprägte Biografie wurde 1961 von Gordon Brook-Shepherd unter dem Titel Dollfuss in englischer Sprache veröffentlicht. Dollfuß wird darin als ehrgeizig, leicht erregbar und zielstrebig beschrieben; er sei von einem hohen Sendungsbewusstsein erfüllt gewesen. Persönlich habe er bescheiden gelebt und sei sehr freigiebig gewesen.

#### Friedrich Heer
Friedrich Heer nahm 1981 in seinem Werk über die österreichische Identität auf Dollfuß Bezug. Dieser sei vor dem Ersten Weltkrieg sozialisiert worden, als an Österreichs Gymnasien und Universitäten der Deutschnationalismus mit seiner Tendenz zur „brutalen Machtpolitik“ führend gewesen sei. Man habe in der Zwischenkriegszeit bei den Christlichsozialen auf einen „österreichischen Führer, möglichst aus dem Volk, also dem Landvolk stammend“, gehofft; mehr als der „eisige Seipel“ habe Dollfuß dieser Erwartung entsprochen, „das Kind aus dem Volke …, in dem ein ganz unreflektierter Glaube lebte“. Dollfuß habe sich „als Offizier an der Südtiroler Front ganz als Deutscher erlebt“; von „Großdeutschen und anderen Deutschgläubigen“ sei er als guter Deutscher empfunden worden. „Dem Glauben Hitlers an sein Heiliges Reich der Deutschen entspricht ein spezifisch österreichischer katholisch-intellektueller Glaube an das ‚Heilige Reich‘.“
1933/34 habe Dollfuß nach Heer mit Hitler in Kontakt kommen wollen; Schuschnigg und andere hätten in seinem Auftrag am 31. Oktober 1933 in München mit Führer-Stellvertreter Rudolf Heß verhandelt. Franz Langoth, in der NS-Zeit Bürgermeister von Linz, habe Dollfuß’ Grundhaltung als „national“ bezeichnet und gemeint, dies könnte teilweise auf seine reichsdeutsche Ehefrau Alwine zurückzuführen sein. Wäre Dollfuß nicht ermordet worden, wäre es nach Langoths 1951 publizierten Erinnerungen „noch im Jahre 1934 zur Verständigung und Befriedung gekommen“. Im Auftrag von Dollfuß sprach Ende April 1934 Johannes Messner bei einer Katholikentagung vom deutschen Volk in Österreich und von der „innersten Verbundenheit deutschen Wesens und katholischer Weltanschauung“.

#### Eva Dollfuß
1994 wurde eine von Dollfuß’ Tochter Eva verfasste Biographie veröffentlicht. Dem Text wurde auch aufgrund des vom Verlag gewählten Titels Mein Vater, Hitlers erstes Opfer vorgeworfen, Dollfuß zum ersten Widerstandskämpfer gegen den Nationalsozialismus zu stilisieren.

#### Gudula Walterskirchen
Die Historikerin Gudula Walterskirchen, die 2004 eine Dollfuß-Biografie (siehe Abschnitt Literatur) publizierte, beklagte 2009, der Öffentlichkeit werde ein „schablonenhaftes Bild“ Dollfuß’ vermittelt; die Historiker seien bis heute nicht in der Lage, über diesen Politiker professionell, also sachlich, zu diskutieren: „Es passt nicht in das Bild des ‚Arbeitermörders‘, dass dieser eine Sozialversicherung für Landarbeiter durchgesetzt hat.“ Die Völkerbundanleihe, mit der der Zusammenbruch von Großbanken abgewendet worden sei, habe Dollfuß gegen den Widerstand der Sozialdemokraten durchsetzen müssen. In das Dollfußbild passe auch nicht, „dass er erbittert gegen den Nationalsozialismus angekämpft hat und schließlich von Nazis ermordet worden ist“.
Laut Walterskirchen solle die ausschließlich negative Darstellung Dollfuß’ davon ablenken, dass die Sozialdemokratie den Kampf gegen den Nationalsozialismus im Wesentlichen „anderen, etwa den Kommunisten und Legitimisten, überlassen“ habe. Die auf sozialdemokratischer Seite häufige Nichtunterscheidung zwischen Ständestaat und Nationalsozialismus und deren Zusammenfassung unter dem Begriff Faschismus sei „wissentliche Geschichtsfälschung“.
Lucile Dreidemy hält Walterskirchens Werk über Dollfuß hingegen für legitimistisch und Dollfuß verherrlichend.

#### Erika Weinzierl, Kurt Skalnik
Vielfach wird die Meinung vertreten, dass Dollfuß durch Ausschaltung der Arbeiterbewegung und Verdrängung der Sozialdemokraten in den Untergrund den Widerstand gegen den Nationalsozialismus entscheidend geschwächt hat. Weinzierl rechnet Dollfuß selbst dennoch dem Widerstand zu.

#### Joachim Riedl
Die Beurteilung von Dollfuß’ Regime schwankt heute noch sehr stark. Während Dollfuß von manchen wegen seines Widerstandes gegen den Nationalsozialismus als „Heldenkanzler“ und „Märtyrer“ gesehen wird, bezeichnen ihn andere als „Arbeitermörder“ und „Faschisten“, was sich auch in der Diskussion um die Bezeichnung dieser Ära als „Ständestaat“ oder „Austrofaschismus“ niederschlägt.

#### Gottfried-Karl Kindermann
Kindermann betont, Dollfuß sei nicht als erstes Opfer Hitlers historisch bedeutsam gewesen, sondern als sein erster Gegner in Europa. Im Monat vor seinem Tod habe er wörtlich erklärt, der Nationalsozialismus sei ein kriminelles System auf der Basis einer kriminellen Ideologie. Kein anderer Regierungschef im damaligen Europa habe so deutliche Worte gefunden.

#### Andere Stimmen
Sein Vorgehen gegen die Sozialdemokraten hat laut dem Historiker Dietrich Binder die Nationalsozialisten gestärkt. Dollfuß’ Leistungen als Agrarfachmann sind unbestritten. Mit den Landwirtschaftskammern und den Genossenschaften schuf er Organisationen, die bis heute existieren.

### Politische Rezeption

#### Bruno Kreisky
Bruno Kreisky erinnerte sich in seinen 1986 erschienenen Memoiren, Dollfuß schien ihm 1929 „zunächst eine jener Persönlichkeiten zu sein, mit denen sich unter normalen Bedingungen eine akzeptable Zusammenarbeit zwischen Opposition und Regierung hätte herstellen lassen“.
Er habe damals an seiner Maturaarbeit über die Wirtschaft der Ersten Republik geschrieben und sei auf Empfehlung von Benedikt Kautsky zum damaligen Landwirtschaftskammerdirektor gelangt, von Kautsky laut Kreisky als „sehr kenntnisreicher und umgänglicher Mann“ beschrieben. Dollfuß habe ihn auch tatsächlich empfangen und auf seine Frage nach einer kurzen Geschichte der österreichischen Landwirtschaft gemeint: „Sie sind ja Sozialdemokrat; für die konzentrierteste Darstellung der österreichischen Landwirtschaft halte ich die Einleitung zum Agrarprogramm der Sozialdemokraten, die Otto Bauer unter dem Titel Kampf um Wald und Weide geschrieben hat.“
Kreisky erinnerte sich, dass Dollfuß „starke Sympathien und bei seinen Anhängern geradezu eine Hingabe besonderer Art erweckte“. Und er urteilte: „Dollfuß entschied sich 1934 dafür, sich auf die Machthaber im faschistischen Italien zu verlassen, und verzichtete auf Alternativen. Die unglaubliche Freundschaft mit Mussolini machte ihn zum Komplizen des Faschismus.“ Er erinnerte daran, dass Dollfuß „Anfang Mai 1933 vertrauliche Gespräche mit dem ‚Landesinspekteur‘ der NSDAP für Österreich, Theo Habicht“, geführt habe, was seinem „Bild vom ‚unerschütterlichen Feind Hitlers‘“ widerspreche. Dollfuß und Hitler hätten nämlich politisch „durchaus zusammenfinden können – ähnlich wie Hitler und der Katholik Franz von Papen“. Jedenfalls habe die „‚Dollfuß-Straße‘, wie man die Errichtung des Ständestaates nannte, … unweigerlich zu Hitler führen“ müssen.

#### Otto Habsburg-Lothringen
Im November 2007 kommentierte Habsburg seine Haltung zum Staatsstreich Dollfuß’. Er habe Dollfuß „unendlich respektiert. Der Mann war tapfer, bereit, sich bis zur letzten Konsequenz für Österreich einzusetzen. Damals habe ich ja alles aus dieser Perspektive gesehen: Wir müssen Österreich erhalten.“ Auch mit der Parlamentsauflösung und dem Verbot von Parteien und Gewerkschaften habe er „überhaupt kein“ Problem gehabt: „Wenn es ums Land geht, bin ich zu jeglicher Sache bereit.“
Bei einer Rede über Österreich auf Einladung des ÖVP-Parlamentsklubs sagte Habsburg im März 2008 über Dollfuß: „Es gibt kein anderes Land in Europa, das einen Kanzler gehabt hat, der in der Schlacht gegen Hitler gefallen ist. Darauf sollten wir auch stolz sein.“

#### ÖVP
Ein Gedenkgottesdienst, den die Österreichische Volkspartei im Juli 2004 anlässlich des 70. Todestages von Engelbert Dollfuß veranstaltete, und ein in den Räumen des ÖVP-Parlamentsklubs hängendes Dollfuß-Porträt, das letztlich bis 2017 dort behalten wurde, führten zu einer Debatte um das Gedenken an Dollfuß. Schließlich wurde beim Porträt eine Tafel mit erklärendem Text angebracht.
Im November 2014 erklärte der frühere ÖVP-Nationalratspräsident Andreas Khol, es gebe heute im bürgerlichen Lager keinen „Dollfuß-Mythos“, und kritisierte vor allem die diesbezüglichen Thesen der Historikerin Lucile Dreidemy: „Die heutige ÖVP sieht Dollfuß als autoritären Regierungsdiktator wie auch den Ständestaat kritisch. Sein Kampf gegen den Nationalsozialismus aber wird positiv gewürdigt. Während führende Sozialisten wie Karl Renner öffentlich für den Anschluss warben und dann den Krieg bequem mit staatlicher Pension überlebten, mussten Christlichsoziale im Konzentrationslager für ihren Kampf gegen Hitler leiden.“
Am 19. Juli 2017 gab die ÖVP bekannt, dass mehrere ihrer Bilder, für die im Parlaments-Ausweichquartier kein Platz sei, dem Niederösterreichischen Landesmuseum als Dauerleihgabe überlassen worden seien, darunter auch das Dollfußporträt.

#### Österreichischer Cartellverband
Der Cartellverband der katholischen deutschen Studentenverbindungen (CV), dem auch Dollfuß’ Verbindung angehörte, unterlag ab 1933 im Deutschen Reich der NS-Gleichschaltung. Die österreichischen Verbindungen, die vom Reich aus aufgefordert wurden, Dollfuß und Carl Vaugoin auszuschließen, traten aus dem Verband aus; viele weitere nahmen Dollfuß als Ehrenmitglied auf. Am 10. Juli 1933 wurde der eigenständige Österreichische Cartellverband (ÖCV) gegründet. Insgesamt gehörte er 20 CV/ÖCV-Verbindungen an, darunter neben der KÖHV Franco-Bavaria Wien unter anderem der KÖStV Austria Wien, KÖStV Rudolfina Wien, KaV Marco-Danubia Wien, KAV Bajuvaria Wien, KaV Norica Wien und AV Austria Innsbruck.
Laut Lucile Dreidemy leistet Dollfuß’ Verbindung bis heute einen entscheidenden Beitrag zur Pflege des Dollfuß-Kultes.

#### Katholische Kirche
Die Diözese Linz distanzierte sich anlässlich der Debatte um eine Gedenktafel am Linzer Mariendom von Dollfuß. 2007 ließ der St. Pöltner Bischof Klaus Küng ein Dollfuß-Bild in der St. Pöltner Kirche unserer Lieben Frau vom Berge Karmel (Prandtauerkirche) verhängen.

#### Wolfgang Schüssel
Wolfgang Schüssel, ÖVP, meinte dazu in Bezug auf Dollfuß: „Es war ein dramatischer Fehler, das Parlament auszuschalten“.

#### Werner Faymann
Das Bundeskanzleramt sagte 2010 unter Bundeskanzler Werner Faymann die bis dahin jährlich in seiner Kapelle stattfindende Gedenkmesse für Dollfuß ab und hält stattdessen zu Allerseelen eine Gedenkmesse für alle verstorbenen Kanzler und Mitarbeiter des Bundeskanzleramtes ab.

#### Aktuelle Debatten zur Erinnerungskultur
2012 kam es in Mank, einer Nachbargemeinde von Dollfuß’ Geburtsort Texing, zu einer ergebnislosen Debatte um den dort befindlichen Dr. Dollfuß-Platz, die letzte in Österreich nach Dollfuß benannte Verkehrsfläche. 2024 beauftragte der Gemeinderat der Stadt Mank den Verein „MERKwürdig – Zeithistorisches Zentrum Melk“ mit einem zeithistorischen Aufarbeitsprozess zum Dr. Dollfuß Platz. Das Ergebnis dieses Prozesses wurde in Form des Buches Der „Dollfuss-Platz“ in Mank publiziert und der Öffentlichkeit im April 2025 vorgestellt.
2023 entschied der Gemeinderat in Steinakirchen am Forst, die Ehrenbürgerschaft von Engelbert Dolluß nicht aufzuheben.
Das Dollfuß Museum in Engelbert Dollfuß’ Geburtsgemeinde Texing sollte nach aufgekommener Kritik ab 2023 in einer sogenannten konstruktiven Auflösung mit einer Reihe von partizipativen Begleitaktivitäten in der Region bis 2028 geschlossen werden. Die Umsetzung des Konzepts scheiterte jedoch auf Betreiben einiger Leihgeber, insbesondere der Dollfuß-Erben und des NÖ Bauernbundes, an der zu Jahresbeginn 2024 fast vollständigen treuhändischen Übergabe der Museumsexponate durch die Gemeinde Texingtal an die NÖ Landessammlungen.

### Dollfußlied
Der Autor Rudolf Henz verfasste im Auftrag von Dollfuß’ Nachfolger Kurt Schuschnigg für die uniformierte Staatsjugend das Lied Ihr Jungen, schließt die Reihen gut!, allgemein als Dollfußlied bezeichnet. Das Lied sollte gegen das Horst-Wessel-Lied der Nationalsozialisten eingesetzt werden. Es wurde 1936–1938 unmittelbar nach der (wie das Lied der Deutschen) zur Haydn-Melodie gesungenen Bundeshymne Sei gesegnet ohne Ende vorgetragen. Die erste Strophe lautete:
Ihr Jungen, schließt die Reihen gut!
Ein Toter führt uns an.
Er gab für Österreich sein Blut,
Ein wahrer deutscher Mann.
Die Mörderkugel, die ihn traf,
die riss das Volk aus Zank und Schlaf.
Wir Jungen stehn bereit!
Mit Dollfuß in die neue Zeit!
Die Melodie stammt Peter Diem zufolge von Alois Dostal (1878–1953). Textdichter und Komponist traten unter dem Pseudonym Austriacus auf. Es wurde von den Nationalsozialisten Hermann Leopoldi zugeschrieben, der im KZ Dachau festgehalten wurde, bis Rudolf Henz bestätigte, dass Leopoldi mit dem Lied nichts zu tun habe.

### Bertolt Brecht
In Bertolt Brechts szenischer Darstellung Der aufhaltsame Aufstieg des Arturo Ui wird Dollfuß als Ignatius Dullfeet dargestellt.

## Erinnerungsstätten und Personenkult

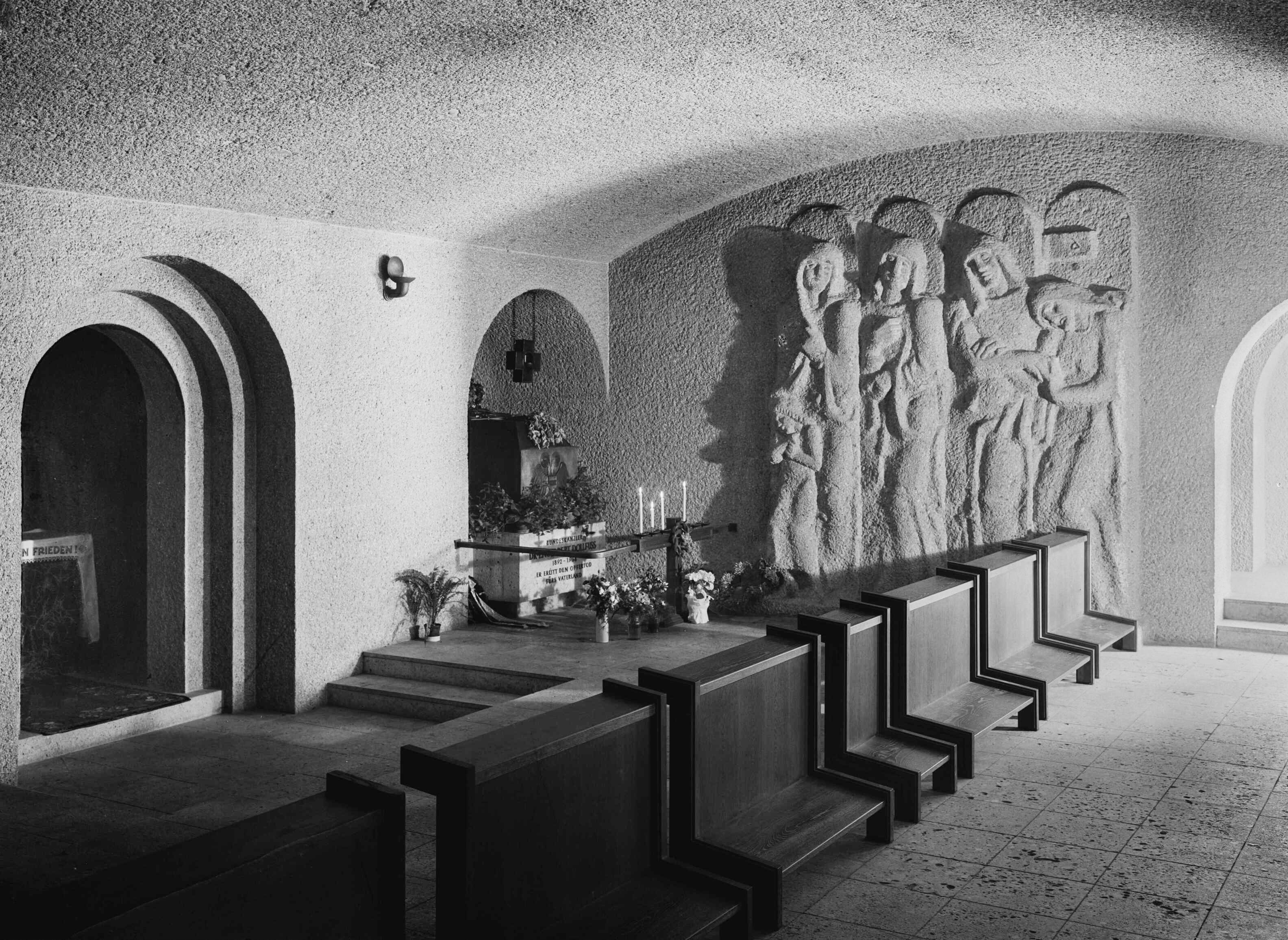
Grabstätte in der Krypta der Christkönigskirche in Wien-Neufünfhaus um 1934 (Foto von Martin Gerlach junior)
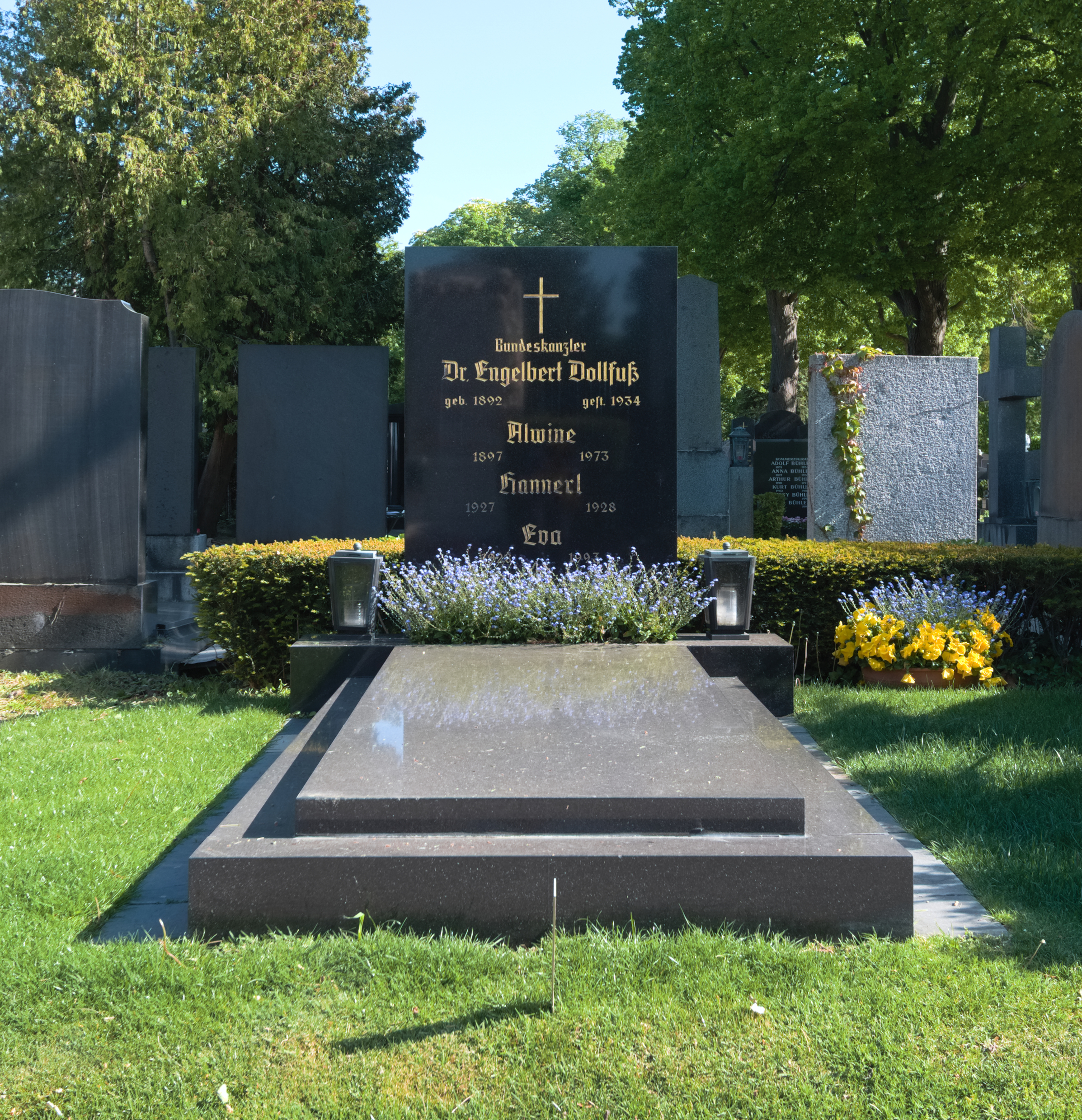
Grabstätte von Engelbert Dollfuß
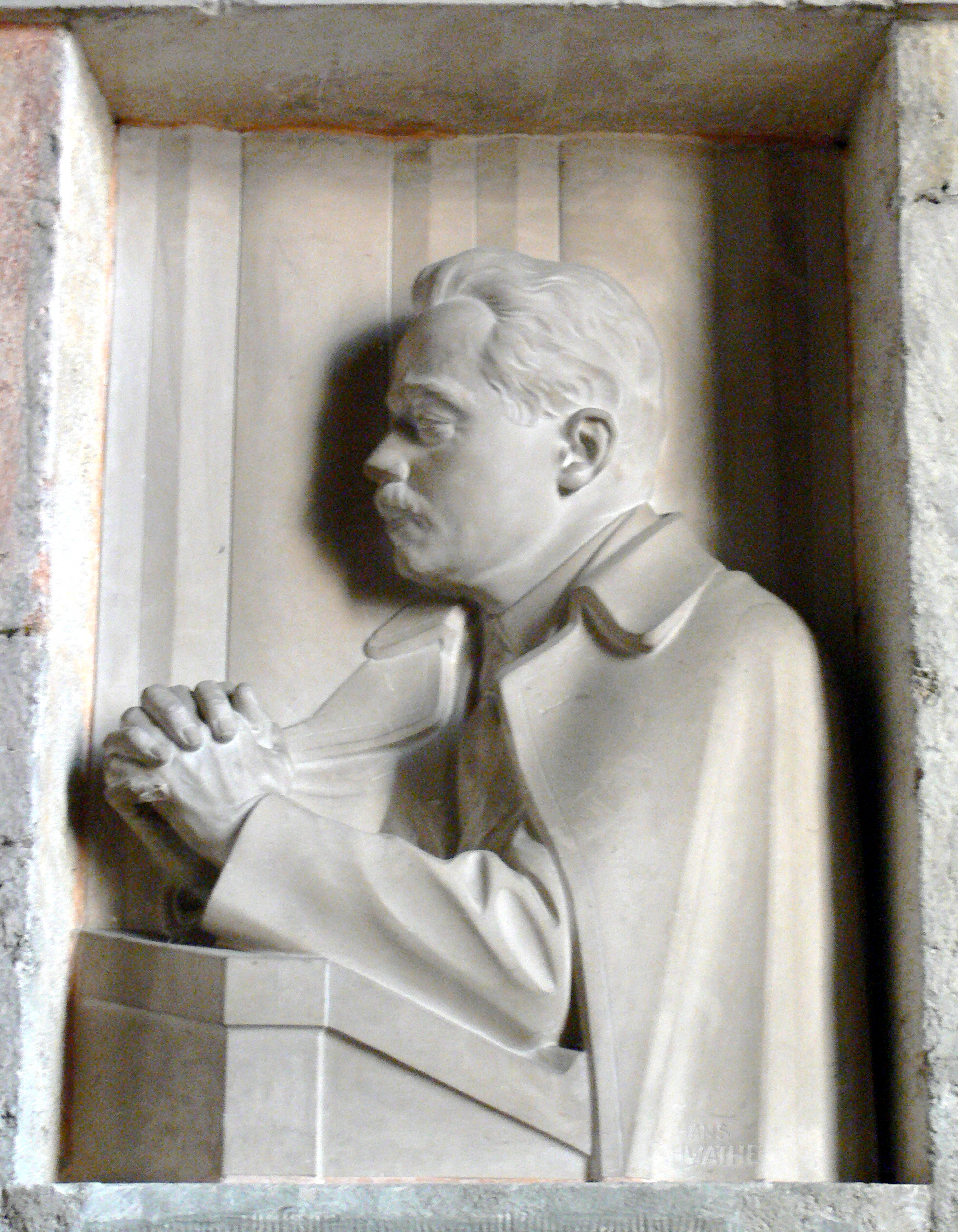
Gedenkstein für Engelbert Dollfuß in der Turmkapelle der Michaelerkirche in Wien (Relief von Hans Schwathe)
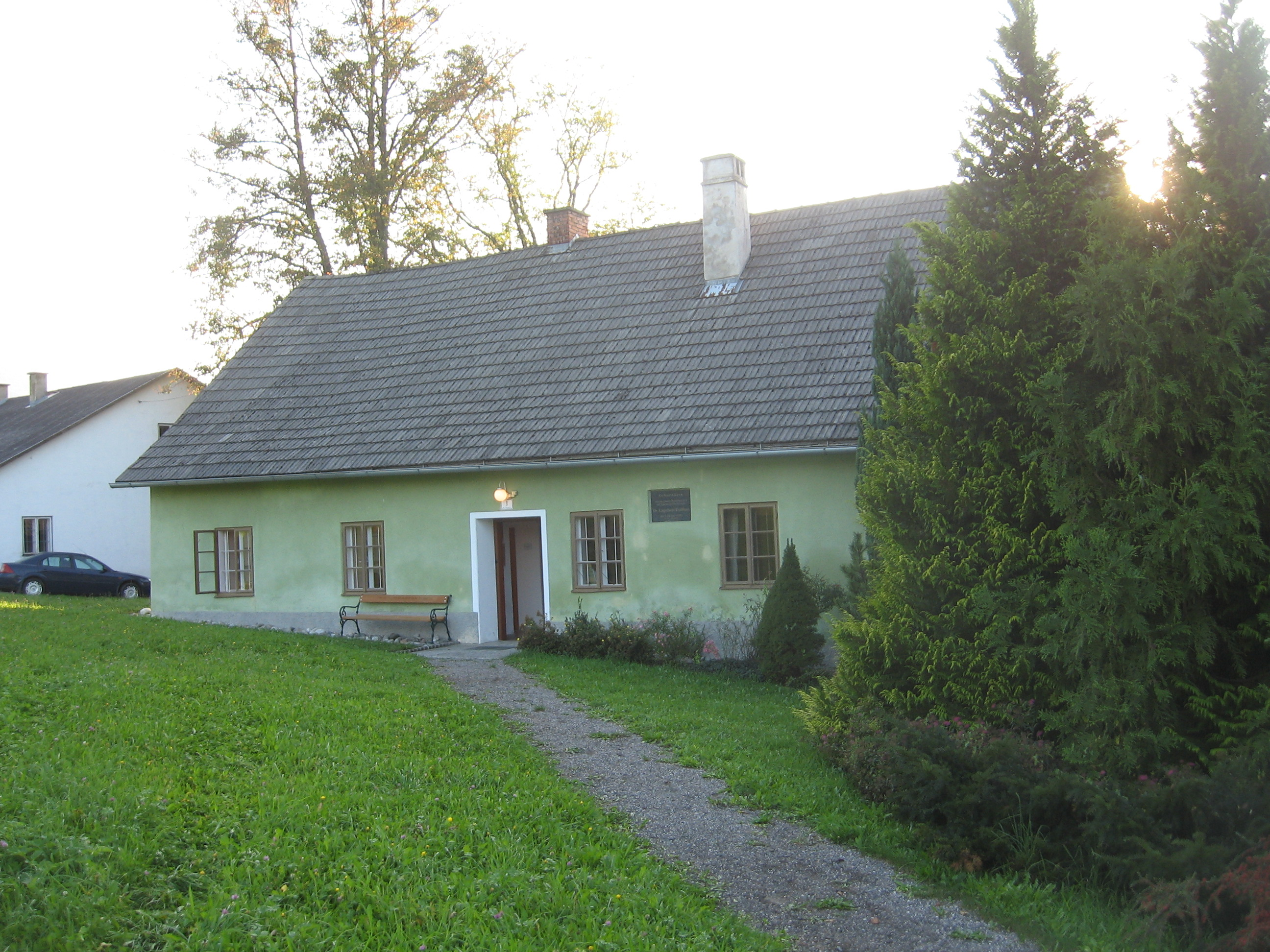
Außenansicht des Dollfuß-Museums in Texingtal (seit 2022 geschlossen)
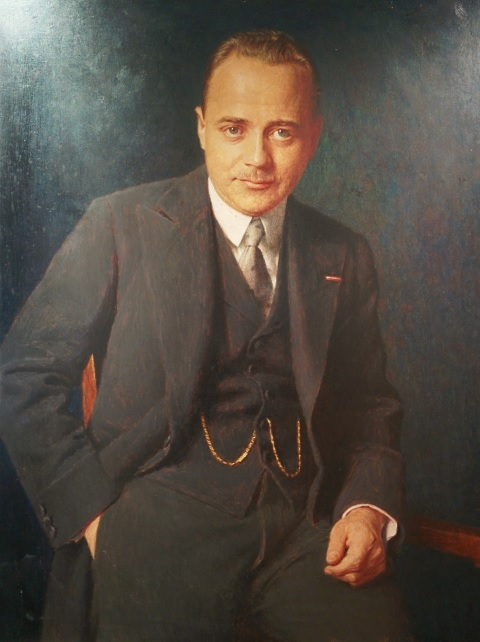
Dollfuß-Porträt von Robert Streit, nach dem Original von Tom von Dreger
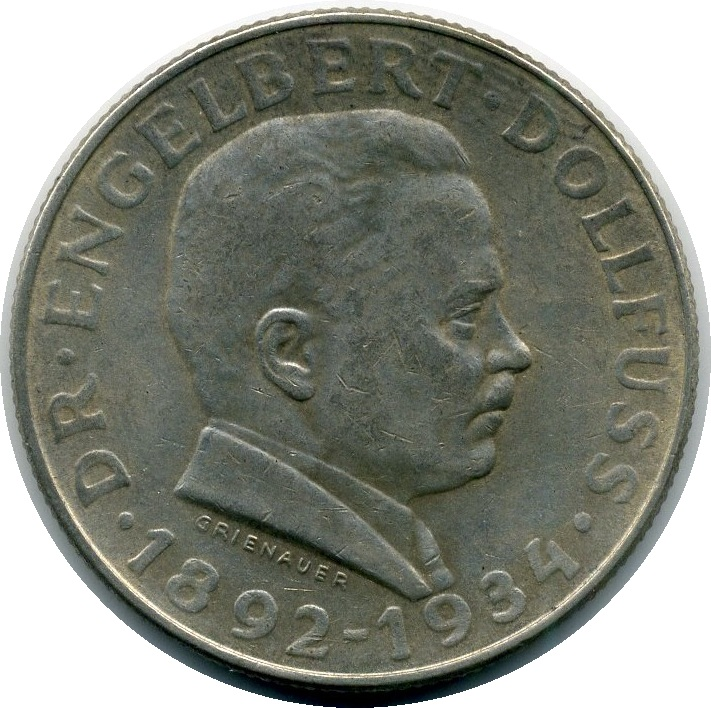
2-Schilling-Münze aus dem Jahr 1934 zu Dollfuß’ Tod
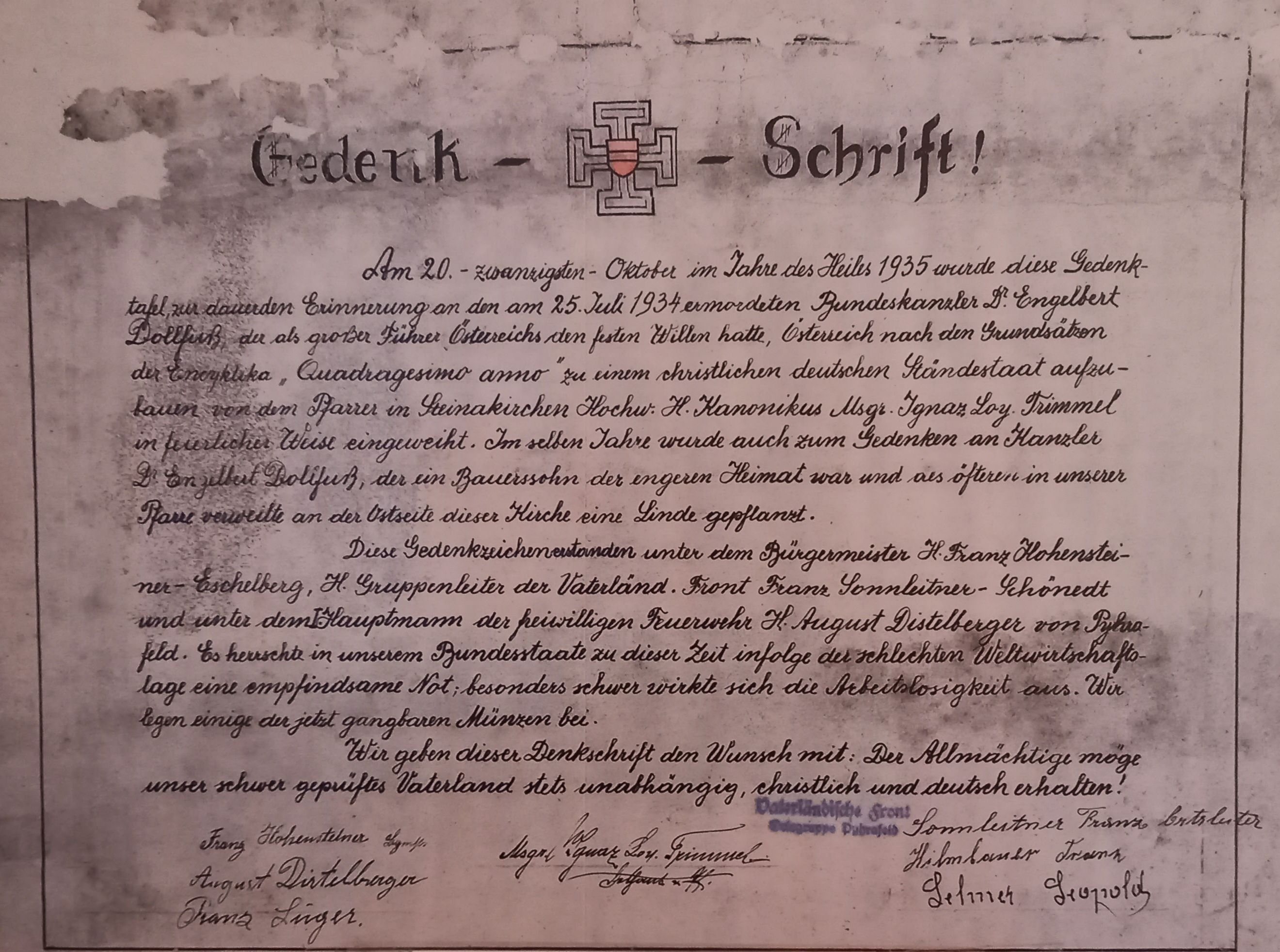
Gedenkschrift für Engelbert Dollfuß in der Nikolauskirche Pyhrafeld (Faksimile Dollfußmuseum Texing)
Ehrenbürgerurkunde Engelbert Dollfuss in Steinakirchen am Forst
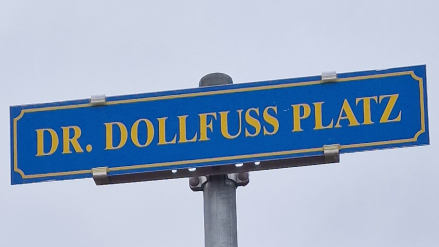
Straßenschild „Dr. Dollfuß-Platz“ in Mank

Die Katholische Aktion für Tirol gab Gebetszettel mit der Aufschrift „Dollfuß ist unter den Heiligen, zu denen wir beten dürfen“ heraus.
Dollfuß wurde am 28. Juli 1934 am Hietzinger Friedhof bestattet. Am 29. September 1934 wurde sein Sarkophag wie auch der von Ignaz Seipel in die Krypta der 1933/1934 im 15. Wiener Gemeindebezirk errichteten Christkönigskirche umgebettet. Die Kirche wurde im Ständestaat als Seipel-Dollfuß-Gedächtniskirche bezeichnet, der Platz um die Kirche trug damals den Namen Kanzlerplatz (heute Burjan- bzw. Kriemhildplatz).
Die sterblichen Überreste sowohl von Dollfuß als auch Seipel wurden 1939 vom NS-Regime wieder auf Friedhöfe umgebettet, Seipel am Wiener Zentralfriedhof und Dollfuß wieder am Hietzinger Friedhof (Gruppe 27, Nummer 12) in Wien. Wie eine von Kulturstadtrat Andreas Mailath-Pokorny eingesetzte Kommission 2012 zutage förderte, war das Grab nie als Ehrengrab der Stadt Wien gewidmet, wie vielfach fälschlich angenommen wurde. Es wird heute in der neuen Kategorie historische Gräber geführt, die vom Kulturausschuss des Wiener Gemeinderats am 4. September 2012 beschlossen wurde.
Das Schicksal Engelbert Dollfuß’ ist im Wiener Heeresgeschichtlichen Museum (Saal VII – „Republik und Diktatur“) ausführlich dokumentiert. Es sind folgende Objekte ausgestellt: ein Porträt von Tom von Dreger (1868–1948); die Sitzbank aus dem Büro des Bundeskanzlers, auf der er starb; ein Stück des blutigen Hemdes, das Dollfuß am Tag seiner Ermordung trug, sowie seine Totenmaske.
Im Gemeindegebiet von Texingtal befindet sich seit 1998 in seinem Geburtshaus das Dollfuß-Museum, das mit Unterstützung des ÖVP-Bauernbundes, der Niederösterreichischen Landesregierung und der Unterrichtsministerin Elisabeth Gehrer eingerichtet und von Landeshauptmann Erwin Pröll eröffnet wurde. Neben dem Eingang dieser Mischung aus Heimatmuseum und Pilgerstätte wird Dollfuß auf einer Tafel als Erneuerer Österreichs bezeichnet.
In der Turmkapelle der Michaelerkirche in Wien befindet sich ein von Hans Schwathe geschaffenes Gedenkrelief für Engelbert Dollfuß.
In der Pfarrkirche von St. Jakob in Defereggen in Osttirol ist Dollfuß, gemeinsam mit Kaiser Karl I. sowie den Heimwehrführern Ernst Rüdiger Starhemberg und Emil Fey den Gekreuzigten anbetend, auf einem 1934/1935 gemalten Kuppelfresko von Johann Baptist Oberkofler zu sehen. Zu den weiteren Gedenkstätten zählt die Engelbertkirche Hohe Wand mit einer Dr.-Dollfuß-Gedenkstätte in der Gemeinde Hohe Wand in Niederösterreich.
Beim Haupteingang des Linzer Mariendoms befindet sich eine Gedenktafel für Engelbert Dollfuß, die 2006 um eine erläuternde Zusatztafel ergänzt wurde.
In der Pfarrkirche von Haidershofen findet sich ein großes Bleiglasfenster, das Dollfuß mit dem Märtyrerkelch, kniend vor dem Heiligen Engelbert von Admont, zeigt. Ein Spruchband besagt: „Gott mit dir, mein Österreich“.
An der Außenwand der Ortskapelle in Nodendorf (Bezirk Mistelbach) befand sich eine Gedenktafel. Diese wurde im Dezember 2021 entfernt und seitdem vom Heimatmuseum aufbewahrt.
An der Ortskapelle von Geitzendorf (Bezirk Korneuburg) wurden vom damaligen Bürgermeister über dem Eingangstor die angeblich letzten Worte Dollfuß’ „Ich wollte ja nur den Frieden. Den anderen möge der Herrgott vergeben. † am 25. Juli 1934 mein Oesterreich“ angebracht. Während der Zeit des Nationalsozialismus wurde die Aufschrift abgedeckt, heute ist sie wieder zu sehen.
In der Nikolauskirche in Pyhrafeld, Gemeinde Wang in Niederösterreich, befindet sich eine Gedenkschrift zu Ehren von Engelbert Dollfuß. Diese wurde in der jüngeren Vergangenheit in den oberen Teil der Kirche (Chor) verlegt. Die Gedenkschrift lautet:

„[…] zur andauernden Erinnerung an den am 25. Juli 1934 ermordeten Bundeskanzler Dr. Engelbert Dollfuß, der als großer Führer Österreichs den festen Willen hatte, Österreich nach den Grundsätzen der Encyklika ‚Quadragesimo anno‘ zu einem christlichen deutschen Ständestaat aufzubauen. […] Der Allmächtige möge unser schwer geprüftes Vaterland stets unabhängig, christlich und deutsch erhalten!“

## Film
Neben dokumentarischen Filmen kommt Dollfuß in fiktionalen Filmen nur selten vor:
- Das Attentat. Der Tod des Engelbert Dollfuß. (D 1967) Regie: Franz Peter Wirth
- Die Staatsoperette (A 1977) Regie: Franz Novotny
- Heldenkanzler Trickfilm (D/A 2011) Regie: Benjamin Swiczinsky

## Schriften
- Das Kammersystem in der Landwirtschaft Österreichs. Agrarverlag, Wien 1929.
- Engelbert Dollfuß, Hans Walter: Die Altersfürsorgerente in der Land- u. Forstwirtschaft Österreichs. Eine Anleitung für Oberösterreich. Agrarverlag, Wien 1929.
- Rudolf Mertha, Engelbert Dollfuß: Die Sozialversicherung in der Landwirtschaft Österreichs nach dem Stande von Ende März 1929. Agrarverlag, Wien 1929.
- Der Führer Bundeskanzler Dr. Dollfuß zum Feste des Wiederaufbaues. 3 Reden. 1. Mai 1934. Österr. Bundespressedienst, Wien 1934.
- Anton Tautscher (Hrsg.): So sprach der Kanzler. Dollfuss’ Vermächtnis. Aus seinen Reden. Baumgartner, Wien 1935.
- Edmund Weber (Hrsg.): Dollfuß an Oesterreich. Eines Mannes Wort und Ziel. Reinhold, Wien 1935.
- Wolfgang Maderthaner (Hrsg.): „Der Führer bin ich selbst.“ Engelbert Dollfuß – Benito Mussolini. Briefwechsel. Löcker, Wien 2004, ISBN 3-85409-393-4.